# کانپیو

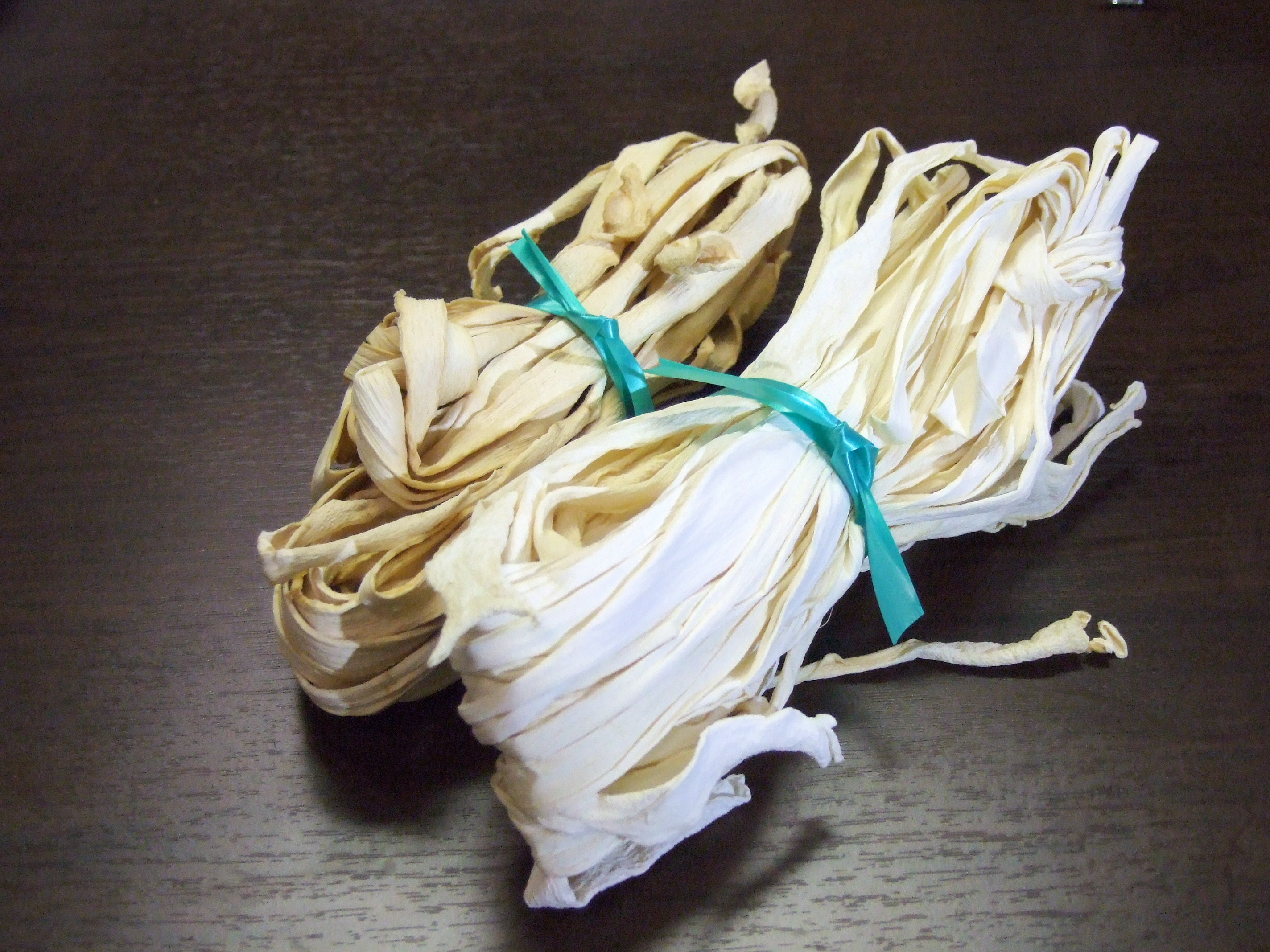
کانپیو

کانپیو (به ژاپنی: かんぴょう Kampyo) یکی از عناصر غذایی در آشپزی ژاپنی است. کانپیو از خشک کردن میوهٔ کدو قلیانی (نام علمی: Lagenaria siceraria) به وجود می‌آید. پس از خشک کردن شکل آن به صورت نواری شکل در می‌آید. کانپیو قبل از استفاده خیسانده می‌شود. یکی از غذاهایی که از کانپیو برای تهیهٔ آن استفاده می‌شود، سوشی است. کانپیو همچنین در غذاهای آب‌پزی ملایم (خورش مانند) نیر بکار می‌رود. کالری آن کم است و حاوی فیبر رژیمی است.
کانپیو یکی از عناصر سوشی است.